# Андреев, Юрий Васильевич (хоккеист)
Юрий Васильевич Андреев (17 апреля 1938, Омск — 11 июня 2020) — советский хоккеист, нападающий. Мастер спорта СССР.

## Биография
Воспитанник омского хоккея. Играл за омский «Спартак» / «Аэрофлот» (1956/57 — 1966/67), в чемпионате СССР провёл четыре сезона (1959/60 — 1962/63).
Играющий тренер команды «Каучук», тренер команды ДЮСШ. С середины 1970-х — старший тренер клубной команды «Авангард» завода имени Октябрьской революции. В 1975—1981 годах — председатель КФК «Авангард».
Работал в «Авангарде» тренером. Среди воспитанников — Андрей Таратухин, Анатолий Мыкало, Александр Фролов, Станислав Рубан, Владимир Копцов, Николай Березовский.
Последние 20 лет жизни был тренером команды «Авангард-ветераны».
Тренер высшей категории. Отличник физической культуры и спорта РФ.
Скончался 11 июня 2020 года на 83-м году жизни.